# William Brorson
William Brorson (14. april 1922 København – 28. november 2006 Svendborg Sygehus) var i efterkrigstidens Danmark en berømt og berygtet gangster. Brorson var, sammen med Lille Jørgen og Bent Ricardo gangster hos Svend Aage Hasselstrøm ("Edderkoppen").
Senere blev han leder af den såkaldte Brorson-bande, som begik en lang række indbrud og væbnede røverier, hvorfor han under 2. verdenskrig sad interneret i Dachau koncentrationslejr ved München.

Torsdag den 30. november 1944 blev kæresteparret Otto Knud Christian Larsen og Eleonora Hackenberg brutalt skudt og dræbt i en lejlighed i Sverrigsgade 20 i København.
Efter krigens afslutning blev Brorson anholdt og sigtet for dobbeltdrabet, som han nægtede ethvert kendskab til.
Retten i København idømte ham i efteråret 1946 fængsel på livstid samtidig med at Eigil Richard Andersen og Walther Sandberg idømtes lange fængselsstraffe for medvirken til dobbeltdrabet.
Brorson nåede at afsone over 32 år i fængsel og blev løsladt i 1978.
Han er den dansker i nyere tid, der har afsonet tredjelængst tid i fængsel.
Fængselspræst i Vridsløselille og forfatter Johannes Møllehave fik ondt af Brorson og lod ham efter løsladelsen i 11 år bo i sit sommerhus i Snøde på det nordlige Langeland. Senerehen boede Brorson i Lohals.
Møllehave stod også bag et interview med Brorson bragt 15. juli 2001 i udsendelsen Gyldne Timer på DR2.

## Eksterne links
- Drabssager 1944 Arkiveret 1. november 2014 hos  Wayback Machine - drabssageridanmark.beboer2650.dk
- En livstidsfanges nekrolog, af Johannes Møllehave - Kristeligt Dagblad 1. december 2006
- Møllehave forlader Langeland - Fyens Stiftstidende 9. august 2008
- Møllehave blev undersøgt i narkosag - BT 24. oktober 2011
- Saftig bog om Danmarks underverden hænger ikke sammen - Politiken 27. december 2011
- Væsener fra Københavns underverden - Berlingske 1. januar 2012